# Абтугни
Абтугни (финик. 𐤀𐤐𐤁𐤂𐤍, ʾpbgn, или финик. 𐤀𐤐𐤕𐤁𐤂𐤍, ʾptbgn) — древний город некогда находившийся в римской провинции Африка Бизацена, в настоящее время носит название Сувар (Хенчир-эс-Суар) в Тунисе. Во времена поздней античности Абтугни был резиденцией епископа, епархия по сей день является титульным престолом Римско-католической церкви.

## Месторасположение
Город был расположен в Хенчир-эс-Суаре в горной местности к югу от Утики, в 25 километрах от Загвана на высоте 61 м над уровнем моря. Согласно Ферчу, название этого места должно быть реконструировано как Абтугнос.

## История
Город, вероятно, был основан в III веке до нашей эры и хорошо известен к 30 году до нашей эры.
Были найдены многочисленные надписи, документирующие историю Абтугни.
Римский консул Квинт Рутилий Галлик выполнял изыскательские работы близ Абтугни во время правления Веспасиана. Адриан сделал Абтугни городом со статусом муниципалитета.
Во время великих гонений Диоклетиана христианская община города, собиралась возле кладбища за пределами Абтугни, чтобы избежать наказания со стороны римских властей. В IV веке во времена императора Валента некоторые общественные здания были восстановлены.
Во времена поздней античности город принадлежал Восточной Римской империи.

## Археология
В городе сохранилось руины, в том числе нескольких храмов, бань и гробниц. Первые исследования в капитолии Абтугноса были проведены Геклером и Каньятом в конце XIX века. Эрнест Бабелон перечисляет множество сохранившихся зданий, в том числе два храма, ромейскую городскую стену, прямоугольный бассейн и мавзолей. Надье Ферчу возглавивший с недавнего времени раскопки, в ходе недавней работы были раскопаны вся территория форума и капитолия.
Значительные руины в византийской ограде включают в себя два храма, в том числе капитолий и прямоугольный бассейн, к которому ведут тринадцать ступеней. Здесь также есть мавзолей и множество разрушенных памятников.

## Епархия
Город был резиденцией епископа. Известные епископы включают Феликса из Аптунги, одного из трёх епископов, которые посвятили Цецилиана, что ускорило донатистскую полемику. Протодонатист в Цирте назвал его посвящение недействительным.
- Магнус 345−348 годы
- Феликс 411 год
- Сатурн 525 год

Епархия перестала эффективно функционировать в конце VII-го века с захватом этих территорий мусульманами. Епархия была снова возрождена в 1933 году.
Нынешним епископом является Аделио Паскуалотто, который сменил Пола Генри Уолша в декабре 2014 года.